# Агабашьян, Фред
Фред Агабашья́н (англ. Fred Agabashian, 21 августа 1913, Модесто, Калифорния — 13 октября 1989, Аламо, Калифорния) — американский автогонщик армянского происхождения, участвовавший в США в различных автогоночных чемпионатах для миджетов. Чемпион NCRA 1937 года, трёхкратный чемпион BCRA (1946—1948 годы), одиннадцать раз участвовал в гонке 500 миль Индианаполиса, трижды стартовал с первого ряда, в том числе единожды с поул-позиции. Финишировать же в пятёрке лучших смог лишь единожды (4-й в 1953). После окончания карьеры в автогонках стал комментатором на радиостанции «500 Radio Network». Лауреат национального зала славы гонщиков на миджетах.

## Биография

### Миджеты
Агабашьян начал участвовать в гонках миджетов ещё в подростковом возрасте. Первым серьёзным достижением для него стала победа в чемпионате NCRA (Гоночной ассоциации Северной Калифорнии), где он победил таких пилотов как Дуэйн Картер, Линн Дейстер и Пол Сведберг. В 1946 Фред выиграл чемпионат BCRA, выступая за команду Джека Лондона, а на следующий год перешёл в команду Джорджа Бигнотти, где выиграл два следующих чемпионата.

### Индианаполис-500
Впервые принял участие в «Инди-500» в 1947 году. За 12 лет выступлений трижды стартовал с первого ряда, в том числе завоевал в 1952 году первый поул для дизельного двигателя. На финише он оказался не столь успешен — финишировать удалось всего четыре раза, зато в трёх случаях это был финиш в десятке.
Одним из главных событий гонки 1952 года стал старт в ней гоночного автомобиля с турбодизелем. Турбонаддув являлся абсолютной новинкой в истории как американских формульных гонок, так и чемпионата мира Формулы-1. Двигатель этого типа марки Cummins был установлен на шасси Cummins Diesel Special (сделанном на базе одной из моделей Kurtis Kraft), а управлял машиной Фред Агабашьян. Шестицилиндровый мотор имел рабочий объём 6570 см3 и выдавал заявленную мощность 353 л. с. при 2800 об/мин, развивая при этом крутящий момент 1150 Нм при 1500 об/мин. Фред смог грамотно реализовать мощностные показатели своего автомобиля в квалификации, выиграв поул с рекордной на тот момент средней скоростью для Инди-500 в 138,01 миль/ч (около 222 км/ч), и развивая на прямых примерно 290 км/ч. Это стал первый в истории чемпионата мира Ф1 поул для турбонаддувных машин, а также первый и единственный в истории поул для дизелей и для марки Cummins. В гонке Агабашьян также уверенно захватил лидерство, но вынужден был сойти на 71-м круге. Как выяснилось, механики команды сняли перед стартом воздушный фильтр, предполагая что трасса чистая и можно обойтись без него. В реальности пыли было много, плюс резиновые ошмётки от покрышек, в итоге турбокомпрессор забился, что привело вначале к потере мощности мотора, а затем и к сходу.
Ещё один раз, в «Инди-500» 1953 года автомобиль Фреда финишировал в пятёрке лучших, на четвёртом месте — после середины дистанции Агабашьяна за рулём заменил Пол Руссо. Так как с 1950 до 1960 результаты «Индианаполиса-500» учитывались в чемпионате мира Формулы-1, а в случае совместного управления автомобилем очки разделялись поровну между пилотами, Фред получил полтора очка и по результатам чемпионата был классифицирован на 18-м месте.
Последний раз участвовал в «Индианаполисе» в 1958 году, но не смог пройти квалификацию, несмотря на то что сменил три автомобиля. После окончания карьеры работал приглашённым комментатором трансляции «Индианаполиса-500» на радио «500 Radio Network». В 1994 году был введён в Национальный зал славы гонщиков на миджетах. Умер 13 октября 1989 года.

## Результаты выступлений

### Индианаполис 500
| Год   | №     | Старт | Время   | Ранг  | Финиш | Круги | Лидер | Причина схода  |
| ----- | ----- | ----- | ------- | ----- | ----- | ----- | ----- | -------------- |
| 1947  | 41    | 23    | 121,478 | 13    | 9     | 191   | 0     | Финишировал    |
| 1948  | 26    | 32    | 122,737 | 28    | 23    | 58    | 0     | Маслопровод    |
| 1949  | 15    | 31    | 127,007 | 25    | 27    | 38    | 0     | Перегрев       |
| 1950  | 28    | 2     | 132,792 | 3     | 28    | 64    | 0     | Маслопровод    |
| 1951  | 59    | 11    | 135,029 | 6     | 17    | 109   | 0     | Сцепление      |
| 1952  | 28    | 1     | 138,010 | 3     | 27    | 71    | 0     | Нагнетатель    |
| 1953  | 59    | 2     | 137,546 | 4     | 4     | 200   | 1     | Финишировал    |
| 1954  | 77    | 24    | 137,746 | 30    | 6     | 200   | 0     | Финишировал    |
| 1955  | 14    | 4     | 141,933 | 2     | 32    | 39    | 0     | Разворот       |
| 1956  | 42    | 7     | 144,069 | 8     | 12    | 196   | 0     | Финишировал    |
| 1957  | 14    | 4     | 142,557 | 8     | 22    | 107   | 0     | Утечка топлива |
| Всего | Всего | Всего | Всего   | Всего | Всего | 1273  | 1     |                |

| Старты      | 11 |
| Поулы       | 1  |
| Первые ряды | 3  |
| Победы      | 0  |
| Топ-5       | 1  |
| Топ-10      | 3  |
| Сход        | 7  |

### Чемпионат мира Формулы-1
| Легенда к таблице |                                                                    |
| --- | ------------------------------------------------------------------ |
| В таблице перечислены результаты всех Гран-при Формулы-1, в которых принимал участие гонщик. Строками таблицы являются сезоны, столбцами — этапы чемпионата мира. В каждой клетке указаны сокращённое название этапа и результат, дополнительно обозначенный цветом. Расшифровка обозначений и цветов представлена в нижеследующей таблице. |                                                                    |
| \| Пример \| Описание \| \| ------------ \| ------------------------------------------------------------------ \| \| 1 \| Победитель \| \| 2 \| Второе место \| \| 3 \| Третье место \| \| 5 \| Финишировал, заработав очки \| \| Сход \| Не финишировал, но при этом заработал очки \| \| 12 \| Финишировал, не получив очков \| \| НКЛ \| Финишировал, но не попал в финальную классификацию \| \| 15 \| Участвовал вне зачёта, либо по отдельной классификации \| \| 18 \| Не финишировал, но попал в финальную классификацию \| \| Сход \| Не финишировал \| \| НКВ \| Не прошёл квалификацию \| \| НПКВ \| Не прошёл предквалификацию \| \| ДСК \| Дисквалифицирован \| \| ИСК \| Исключён из протокола соревнований \| \| ТТ \| Заявлен для участия только в тренировках \| \| НС \| Участвовал в квалификации, но не стартовал в гонке \| \| Т \| Травмирован или болен \| \| ОТК \| Отказ от участия \| \| НТР \| Прибыл на соревнования, но на трассу не выезжал \| \| НПР \| Был заявлен в числе участников, но не прибыл к началу соревнований \| \| О \| Соревнования отменены \| \| \| Не участвовал \| \| Поул-позиция \| \| \| Быстрый круг \| \| |                                                                    |
| Пример | Описание                                                           |
| 1 | Победитель                                                         |
| 2 | Второе место                                                       |
| 3 | Третье место                                                       |
| 5 | Финишировал, заработав очки                                        |
| Сход | Не финишировал, но при этом заработал очки                         |
| 12 | Финишировал, не получив очков                                      |
| НКЛ | Финишировал, но не попал в финальную классификацию                 |
| 15 | Участвовал вне зачёта, либо по отдельной классификации             |
| 18 | Не финишировал, но попал в финальную классификацию                 |
| Сход | Не финишировал                                                     |
| НКВ | Не прошёл квалификацию                                             |
| НПКВ | Не прошёл предквалификацию                                         |
| ДСК | Дисквалифицирован                                                  |
| ИСК | Исключён из протокола соревнований                                 |
| ТТ | Заявлен для участия только в тренировках                           |
| НС | Участвовал в квалификации, но не стартовал в гонке                 |
| Т | Травмирован или болен                                              |
| ОТК | Отказ от участия                                                   |
| НТР | Прибыл на соревнования, но на трассу не выезжал                    |
| НПР | Был заявлен в числе участников, но не прибыл к началу соревнований |
| О | Соревнования отменены                                              |
| | Не участвовал                                                      |
| Поул-позиция |                                                                    |
| Быстрый круг |                                                                    |

| Сезон | Команда                       | Шасси                  | Двигатель           | Ш | 1   | 2      | 3      | 4       | 5   | 6   | 7   | 8   | 9   | 10  | 11  | Место | Очки |
| ----- | ----------------------------- | ---------------------- | ------------------- | - | --- | ------ | ------ | ------- | --- | --- | --- | --- | --- | --- | --- | ----- | ---- |
| 1950  | Indianapolis Race Cars        | Maserati 8CTF          | Offenhauser 3,0 L4S | F | ВЕЛ | МОН    | 500 25 | ШВА     | БЕЛ | ФРА | ИТА |     |     |     |     | —     | 0    |
| 1950  | Wynn's Friction Proofing Spl. | Kurtis Kraft 3000      | Offenhauser 3,0 L4S | F | ВЕЛ | МОН    | 500 28 | ШВА     | БЕЛ | ФРА | ИТА |     |     |     |     | —     | 0    |
| 1951  | Granatelli Bardahl            | Kurtis Kraft 3000      | Offenhauser 3,0 L4  | F | ШВА | 500 17 | БЕЛ    | ФРА     | ВЕЛ | ГЕР | ИТА | ИСП |     |     |     | —     | 0    |
| 1952  | Cummins Diesel                | Cummins Diesel Special | Cummins 3,0 L6      | F | ШВА | 500 27 | БЕЛ    | ФРА     | ВЕЛ | ГЕР | НИД | ИТА |     |     |     | —     | 0    |
| 1953  | Grancor-Elgin Piston Pin      | Kurtis Kraft 500B      | Offenhauser 4,5 L4  | F | АРГ | 500 4  | НИД    | БЕЛ     | ФРА | ВЕЛ | ГЕР | ШВА | ИТА |     |     | 18    | 1,5  |
| 1954  | Merz Engineering/ Sperling    | Kurtis Kraft 500C      | Offenhauser 4,5 L4  | F | АРГ | 500 6  | БЕЛ    | ФРА     | ВЕЛ | ГЕР | ШВА | ИТА | ИСП |     |     | —     | 0    |
| 1955  | Federal Engineering           | Kurtis Kraft 500C      | Offenhauser 4,5 L4  | F | АРГ | МОН    | 500 32 | БЕЛ     | НИД | ВЕЛ | ИТА |     |     |     |     | —     | 0    |
| 1956  | Federal Engineering           | Kurtis Kraft 500C      | Offenhauser 4,5 L4  | F | АРГ | МОН    | 500 12 | БЕЛ     | ФРА | ВЕЛ | ГЕР | ИТА |     |     |     | —     | 0    |
| 1957  | Bowes Seal Fast/Bignotti      | Kurtis Kraft 500G      | Offenhauser 4,5 L4  | F | АРГ | МОН    | 500 22 | ФРА     | ВЕЛ | ГЕР | ПЕС | ИТА |     |     |     | —     | 0    |
| 1958  | City of Memphis               | Kurtis Kraft 500G      | Offenhauser 4,5 L4  | F | АРГ | МОН    | НИД    | 500 НКВ | БЕЛ | ФРА | ВЕЛ | ГЕР | ПОР | ИТА | МАР | —     | 0    |